# Milo FC
Milo Football Club w skrócie Milo FC – gwinejski klub piłkarski, grający w pierwszej lidze gwinejskiej, mający siedzibę  w mieście Konakry.

## Występy w afrykańskich pucharach
| Sezon     | Rozgrywki           | Runda   | Kraj | Klub     | Dom | Wyjazd | Dwumecz |
| --------- | ------------------- | ------- | ---- | -------- | --- | ------ | ------- |
| 2022/2023 | Puchar Konfederacji | wstępna | Togo | ASC Kara | 2–1 | 0–3    | 2–4     |

## Stadion
Domowe mecze klub rozgrywa na stadionie o nazwie M’balou Mady Diakité w Kankan, który może pomieścić 2000 widzów.

## Reprezentanci kraju grający w klubie
Stan na sierpień 2024.
| - Mohamed Bangoura - Moussa Camara - Djibril Diakité | - Sékou Keïta - Facinet Doss Soumah |